# 列支敦斯登的亨麗埃特
列支敦斯登的亨麗埃特（德語：Henriette von Liechtenstein，1843年6月6日—1931年12月24日），列支敦斯登親王阿洛伊斯二世七女，約翰二世长妹、法蘭茲一世七姊。

## 家庭
1865年，亨麗埃特與堂哥阿爾弗雷德結婚，兩人共有7子2女：
1. 法蘭西絲卡（1866年—1939年）
2. 法蘭茲·德·保拉（1868年—1929年）
3. 阿洛伊斯王子（1869年—1955年）
4. 瑪麗亞·特蕾莎（1871年—1964年）
5. 約翰尼斯王子（英语：Prince Johannes of Liechtenstein (1873–1959)）（1873年—1959年）
6. 阿爾弗雷德·羅曼（英语：Prince Alfred Roman of Liechtenstein）（1875年—1930年）
7. 海因里希（1877年—1915年）
8. 卡爾·阿洛伊斯（英语：Prince Karl Aloys of Liechtenstein）（1878年—1955年）
9. 格奧爾格（1880年—1931年）